# ウーゴ・フォスコロ
ウーゴ・フォスコロ（Ugo Foscolo、1778年2月6日 - 1827年9月10日）は、イタリアの詩人、小説家。イタリアロマン主義初期の人物であり、書簡体小説『ヤーコポ・オルティスの最後の手紙』や長編詩『墳墓』などで知られる。

## 生涯
当時、ヴェネツィア共和国の領土だったイオニア諸島ザキントス島で誕生した。父親はヴェネツィア貴族の医師アンドレア・フォスコロ、
母親ディアマンティナ・スパディスはギリシャ人。現在のクロアチアのスパラートにある神学校に通う、父親は1788年に死去したため、一家はヴェネツィアに引っ越す。フォスコロはパドヴァの地に移ったあとパドヴァ大学に通う。数多くいる大学教員達の中においてメルキオーレ・チェザロッティはフォスコロの文学的趣向に強く影響を与えた。フォスコロはナポレオンに感銘を受け、1797年5月にその希望を託した頌歌『解放者ボナパルト』(A Bonaparte liberatore)をナポレオンに捧げた。しかし、同年10月17日、ナポレオンがヴェネツィア共和国をオーストリアへと引き渡したカンポ・フォルミオ条約にフォスコロは強く衝撃を受けた。のちに、その時の胸中を書簡体小説『ヤーコポ・オルティスの最後の手紙』 (Ultime lettere di Jacopo Ortis) の中で書いている。イタリア文学で最初の書簡体小説であるこの作品はゲーテの『若きウェルテルの悩み』やルソーの『新エロイーズ』からも影響を受けており、フォスコロ自身のイザベラ・ランチョーニとの悲哀も投影されている。また、ヤーコポ・オルティスは実在の人物であり自殺したパドヴァの学生だった。
フォスコロはヴェネツィアから亡命する形で、フィレンツェを経て、ミラノに居を移した。そこで詩人ジュゼッペ・パリーニと出会い深く友情を築いた。望みを捨てていなかったフォスコロは義勇兵としてナポレオン軍に志願、トレッビアの戦いやジェノヴァ包囲戦そしてマレンゴの戦い等に参加する。大尉に昇進したフォスコロは負傷し、捕虜にもなった。ミラノに帰還後、『ヤーコポ・オルティスの最後の手紙』を仕上げ、『イーリアス』やローレンス・スターンの『センチメンタル・ジャーニー』など様々な作品の翻訳や論評を発表した。フォスコロはイタリア統一国家モデルの草案を練り、ナポレオンに提案しようとするがうまくいかなかった。1806年の夏から秋にかけて、墳墓について定めたナポレオンの勅令に触発されたことから295のエンデカシッラボで構成されるフォスコロの代表作である長詩『墳墓』 (Dei sepolcri) を一気に書きあげ、翌年出版された。1808年、彼は空席になっていたパヴィーア大学の修辞学講座を担当することが決まり、翌年1月22日に「Dell'origine e dell'ufficio della letteratura」と題された有名な教授就任演説を行い、大きな反響を受ける、そして数か月でナポレオンによって修辞学講座は禁止された。
1813年10月にライプツィヒの戦いでナポレオン軍が敗北、1814年に退位後、フォスコロは一旦ミラノに戻ったが、オーストリア帝国からのがれるため、1815年3月にスイスへと渡る、翌年、チューリッヒで『ヤーコポ・オルティスの最後の手紙』の改訂版を刊行する。オーストリア当局は身柄引き渡しを要求、同年9月、フォスコロはベルンの英国大使の助けを借りて最終的にイギリスへ発った。ロンドンではイタリア文学の講義を行い、様々なイギリスの雑誌や新聞で文を寄稿。主にダンテ、ペトラルカ、ボッカッチョについてのエッセイを書いた。フォスコロはロンドン生活の中で借金漬けになったため、債務者監獄に一時収監された。困窮の中、1827年9月10日、ロンドンターナム・グリーンで死去し、遺体はロンドンにある墓地に葬られた。
死後数十年経った、1871年、ロンドンにあった亡骸はイタリア政府によって運ばれ、ガリレオ・ガリレイ、ミケランジェロ、マキャヴェッリらが眠るフィレンツェにある「イタリアの栄光のパンテオン」として知られるサンタ・クローチェ聖堂に改葬された。

## 主な作品
- A Bonaparte liberatore (1797)
- Tieste (1797)
- A Luigia Pallavicini caduta da cavallo (1800)
- Non son chi fui, perì di noi gran parte (1802)
- Ultime lettere di Jacopo Ortis (1802)
- A Zacinto (1803)
- Dei sepolcri (1807)
- Le Grazie (1803-1827)

## 日本語訳
- 最後の手紙 (Ultime lettere di Jacopo Ortis, 1802年)、丸弘訳、1942年日本出版社、2001年1月復刻版、本の友社イタリア文化選書。